# 피스트 (2014년 영화)
《피스트》(Feast)는 2014년 월트 디즈니 애니메이션 스튜디오가 제작한 3D 컴퓨터 셀 애니메이션 단편 영화이다. 패트릭 오스본(Patrick Osborne)이 감독을 맡았으며, 2014년 6월 10일 안시 국제 애니메이션 영화제에서, 그리고 2014년 11월 7일 《빅 히어로》와 함께 극장에서 공개되었다.

## 목소리 출연
- 벤 블레드소
- 스튜어트 레빈
- 케이티 로위스
- 브랜든 스콧
- 애덤 샤피로
- 토미 스나이더

## 제작

### 개발
패트릭 오스본은 《피스트》의 제작에 앞서 《빅 히어로》의 애니메이션 공동책임자였다. 단편에 대한 발상은 각 날의 사진이나 영상을 1초짜리 비디오로 만들고 이어붙여 하나의 영상으로 만들어주는 모바일 애플리케이션인 원 세컨드 에브리데이(1secondeveryday)에서 시작되었다. 오즈본은 좋은 단편 영화의 토대를 이룰 수 있을 것이라 생각했던 2012년의 그의 식사들을 모아 그 앱을 사용해 하나의 영상을 만들었다.
월트 디즈니 애니메이션 스튜디오는 이전 단편인 《페이퍼맨》과 《말을 잡아라!》에 이어 단편을 제작하기 위해 프로그램을 공식화하기로 결정했다. 픽사는 극장 개봉을 위해 단편 영화 제작에 필요한 견고한 시스템을 오래전에 구축하였다.

### 애니메이션과 스타일
《피스트》는 《페이퍼맨》 제작을 위해 개발된 미앤더 시스템을 이용해 만들어졌으며, 미앤더가 채색 도구로 사용된 첫 영화이다. 또한 《피스트》는 《빅 히어로》 제작을 위해 개발된 렌더링 시스템인 히페리온을 이용해 렌더링되었다.